# Franck Bellucci
Pour les articles homonymes, voir Bellucci.
Franck Bellucci est un écrivain, comédien et enseignant français né le 18 mars 1966 à Paris.

## Biographie
Parallèlement à des études de Lettres en Sorbonne (Maîtrise - DEA), il suit des cours de théâtre (cours Florent - octobre 1985 – juin 1987). Il s’engage ensuite dans une carrière d’enseignant (CAPES et Agrégation) et enseigne d'abord en collège puis 15 ans en Lycée. Actuellement il travaille dans le supérieur (Université d'Orléans - Polytech Orléans, école d'ingénieurs), « où il enseigne la littérature, la communication et la culture générale. »
Après avoir publié plusieurs travaux universitaires, il décide de se consacrer au théâtre, en tant que comédien et dramaturge, et à l’écriture. 
Son premier roman Ce silence-là paraît en 2008 et s'inspire de l'histoire de Andreas Grassl, surnommé « L'homme au piano », retrouvé seul, amnésique et mutique sur une plage de Grande-Bretagne en 2005.
En 2011 il fonde la Compagnie de l’Encre, compagnie de théâtre pour laquelle il est comédien et metteur en scène.
Il publie ensuite trois pièces de théâtre, toutes trois montées et jouées,, dont L'Autre, jouée en 2013, dont il est également metteur en scène et acteur.
Son roman Entre deux, l'ordre des choses, est publié en 2015 aux éditions L'Harmattan.
Il vit près d'Orléans, dans le Loiret.

## Écrits
Publications littéraires
- Ce silence-là (roman), éditions Déméter, 2008
- L'Invitée (théâtre), éditions théâtrales Les Mandarines, 2008
- Et pour le pire (nouvelles), éditions Déméter, 2009
- Préface pour le volume Le Temps compté (soliloques) de Michelle Romero Devinant, éditions théâtrales « Les Mandarines », 2010
- Un père qui pleure et Ton frère, ce clandestin (nouvelles), 2010
- La Chambre Myosotis (théâtre), éditions théâtrales « Les Mandarines », 2011
- Ce silence-là (roman) et Fragments de vies (nouvelles) en versions numériques (pour liseuse Kindle d’Amazon), 2012
- L'Autre (théâtre), éd. Les Mandarines, 2013
- Entre deux, l'ordre des choses[1],[2] (roman), éditions L'Harmattan, 2015
- Un homme à l'étroit (roman), Corsaire éditions, Regain de Lecture, 2019
- « C’est fou, non ? et autres nouvelles »(nouvelles), Éditions Infimes, 2020

Publications universitaires
- Victor Hugo, collection « Thèmes et études », Ellipses, 1998.
- « Roger Martin du Gard face à la guerre de 1939-1945 » dans Cahiers Roger Martin du Gard 6 : inédits et nouvelles recherches, les cahiers de la NRF, Gallimard, 1999.
- « La Chartreuse de Parme : roman de l’enthousiasme et de la passion », dans la Chartreuse de Parme, collection « analyses et réflexions sur », Ellipses, 2000.
- « Le Statut du sommeil et du rêve dans la correspondance de Madame du Deffand » dans la Revue de l’AIRE, la lettre et le rêve, no 29, hiver 2003, Honoré Champion.
- Compte rendu de lecture des Lettres de Madame du Deffand (édition de Chantal Thomas, Mercure de France « Le temps retrouvé »), dans la Revue de l’AIRE, (Association Interdisciplinaire de Recherche sur l’Epistolaire), la lettre et le rêve, no 29, hiver 2003, Honoré Champion.
- « Maux du corps et de l’âme dans Delphine de Mme de Staël », Cahiers staëliens, no 56, 2005.
- « La Robe bleue de Michèle Desbordes : de l’attente à la rédemption », revue L'Atelier du Roman, no 44, décembre 2005.
- La Communication orale, collection « Principes », Studyrama, 2016.
- Guide pratique de l'orateur, Editions universitaires Ellipses, septembre 2021.

## Théâtre
Acteur
- L'Oiseau vert de Carlo Gozzi (saison 2003).
- La Cantatrice chauve d'Eugène Ionesco (saison 2004)
- Un air de famille de Jean-Pierre Bacri et Agnès Jaoui (saison 2005)
- De guerre et d'amour, création autour du thème de la guerre, basée sur des textes de Jacques Prévert, Barbara, Paul Éluard, Lettres de Poilus (saison 2006)
- La Nuit de Valognes d’Éric-Emmanuel Schmitt (saison 2006)
- Musée haut, musée bas de Jean-Michel Ribes (saison 2007)
- L'Invitée, création (saisons 2008-2010)
- Novecento : Pianiste, d’Alessandro Baricco (monologue théâtral, saison 2010-2011)
- Exercices de style, de Raymond Queneau (saison 2010-2011)
- La Chambre Myosotis, de Franck Bellucci (saison 2011-2012)
- Les Vacances du professeur Feriendorf, de Vincent Dheygre (saison 2012)
- L'Autre, auteur, metteur en scène, acteur (saison 2013) Premières représentations prévues : Le 5 et 6 avril 2013 à l'Espace Lionel       Boutrouche d'Ingré.
- Les Liaisons dangereuses, de Christopher Hampton, d'après Laclos (saison 2013)
- OUI, de Gabriel Arout (saison 2014)
- Mise à mots, de Gérald Gruhn (saison 2015)
- L'Ascenseur, de Gérard Levoyer (saison 2016-2017)
- Célibataires, de David Foenkinos (saison 2018-2019)
- The Great disaster, de P. Kermann (saison 2019-2020)
- Cellule grise, de Y. Nedelec (saison 2020-2021)

Mise en scène
- L'Autre, auteur, metteur en scène, acteur, 2013